# Majuba Lake
Majuba Lake är en sjö i Kanada.   Den ligger i provinsen British Columbia, i den sydvästra delen av landet, 3 700 km väster om huvudstaden Ottawa. Majuba Lake ligger 975 meter över havet. Arean är 1,1 kvadratkilometer. Den sträcker sig 2,3 kilometer i nord-sydlig riktning, och 2,3 kilometer i öst-västlig riktning.
I omgivningarna runt Majuba Lake växer i huvudsak barrskog. Trakten runt Majuba Lake är nära nog obefolkad, med mindre än två invånare per kvadratkilometer.